# Sébastien Thill
Sébastien Thill (ur. 29 grudnia 1993 Niederkorn) – luksemburski piłkarz grający na pozycji pomocnika w Stali Rzeszów.

## Kariera klubowa
Swoją karierę piłkarską Thill rozpoczął w klubie CS Pétange. W 2009 roku awansował do pierwszej drużyny. 7 marca 2010 zadebiutował w nim w pierwszej lidze luksemburskiej w zremisowanym 1:1 domowym meczu z Progrèsem Niedercorn. W CS Pétange występował do końca sezonu 2011/2012.
Latem 2012 roku Thill przeszedł do Progrèsu Niedercorn. Zadebiutował w nim 5 sierpnia 2012 w przegranym 1:2 wyjazdowym meczu z FC Differdange 03.
| Sezon   | Klub               | Kraj       | Rozgrywki         | Mecze | Gole |
| ------- | ------------------ | ---------- | ----------------- | ----- | ---- |
| 2009/10 | CS Pétange         | Luksemburg | Nationaldivisioun | 10    | 1    |
| 2010/11 | CS Pétange         | Luksemburg | Nationaldivisioun | 11    | 0    |
| 2011/12 | CS Pétange         | Luksemburg | Nationaldivisioun | 25    | 7    |
| 2012/13 | Progrès Niedercorn | Luksemburg | Nationaldivisioun | 26    | 5    |
| 2013/14 | Progrès Niedercorn | Luksemburg | Nationaldivisioun | 24    | 9    |
| 2014/15 | Progrès Niedercorn | Luksemburg | Nationaldivisioun | 25    | 3    |
| 2015/16 | Progrès Niedercorn | Luksemburg | Nationaldivisioun | ?     | ?    |

## Kariera reprezentacyjna
W reprezentacji Luksemburga Thill zadebiutował 5 września 2015 w wygranym 1:0 meczu eliminacji do Euro 2016 z Macedonią, rozegranym w Luksemburgu. W 72. minucie tego meczu zmienił Christophera Martinsa Pereirę, a w 92. minucie strzelił gola.